# Idaea chlorosata
Idaea chlorosata là một loài bướm đêm trong họ Geometridae.